# Добрыня Никитич (мультфильм)
«Добрыня Никитич» — советский кукольный мультипликационный фильм 1965 года режиссёра Владимира Дегтярёва. Фильм поставлен по эскизам художников-палешан Н. Голикова и Т. Зубковой.

## Сюжет
Сюжет основан на мотивах русских былин о Добрыне Никитиче и его борьбе со Змеем Горынычем.

## Создатели
| Автор сценария               | Алексей Симуков |
| Режиссёр                     | Владимир Дегтярёв |
| Художник-постановщик         | Анатолий Курицын |
| Оператор                     | Николай Гринберг |
| Композитор                   | Юрий Левитин |
| Звукооператор                | Георгий Мартынюк |
| Мультипликаторы              | Владимир Пузанов, Лев Жданов, Павел Петров                                                                                      |
| Текст читает                 | Валерий Лекарев |
| Монтажёр                     | Вера Гокке |
| Редактор                     | Аркадий Снесарев |
| Куклы и декорации выполнили: | Олег Масаинов, Светлана Знаменская, Владимир Шафранюк, Юрий Бровкин, Павел Гусев, Борис Кукулиев, Владимир Алисов, К. Кукулиева |
| под руководством             | Романа Гурова |
| Директор картины             | Натан Битман |

## Награды
- 1966 — Премия Ленинского комсомола.